# Джо Монтана
Джозеф Кліффорд Монтана-молодший (англ. Joseph Clifford Montana Jr., нар. 11 червня 1956) — американський колишній футбольний квотербек, який виступав у Національній футбольній лізі (НФЛ) протягом 16 сезонів, насамперед у складі команди Сан-Франциско Фортинайнерс. Прізвисько «Джо Кул» і «Хлопчик, що повертається», Монтана широко вважається одним з найвидатніших квотербеків усіх часів і народів.       Після перемоги в національному чемпіонаті в Нотр-Дамі, Монтана розпочав свою кар'єру в НФЛ в 1979 році в Сан-Франциско, де він грав протягом наступних 14 сезонів.  У складі команди Фортинайнерс Монтана став учасником і переможцем чотирьох Суперкубків і першим гравцем, який тричі був визнаний найціннішим гравцем Суперкубка (MVP). Йому також належать рекорди кар'єри в Суперкубку за кількістю пасів без перехоплення (122 в чотирьох іграх) і найвищий в історії рейтинг пасуючих - 127,8. У 1993 році Монтана був проданий в «Канзас-Сіті Чифс», де він виступав протягом двох останніх сезонів, і привів команду до першої гри чемпіонату АФК. Монтана був введений до Зали слави професійного футболу у 2000 році. 
У 1986 році Монтана отримав нагороду AP NFL як найкращий гравець року, що повернувся в НФЛ.  У 1989 і знову в 1990 роках Ассошіейтед Прес назвав Монтану найкращим гравцем НФЛ, а журнал Спортс Ілюстрейтед назвав Монтану «Спортсменом року» 1990.  Монтана був обраний до восьми Pro Bowls, а також був обраний першою командою All-Pro за версією AP у 1987, 1989 та 1990 роках. П'ять разів (1981, 1984, 1985, 1987 і 1989) Монтана мав найвищий рейтинг пасуючих в Національній футбольній конференції (НФК), а в 1987 і 1989 роках Монтана мав найвищий рейтинг пасуючих в НФЛ. 
Серед найяскравіших моментів його кар'єри - «The Catch» (переможний тачдаун Дуайта Кларка проти Далласа у грі чемпіонату НФК 1981 року) та переможний 92-ярдовий пробіг проти «Цинциннаті Бенгалс» у Суперкубку XXIII, який став основою для фільмів про НФЛ.
Після завершення ігрової кар'єри Монтани у Фортинайнерс відкликали його 16-й номер. У 1994 році Монтана увійшов до збірної всіх часів НФЛ, присвяченій 75-річчю НФЛ; він також є членом збірної всіх десятиліть НФЛ 1980-х років. У 1999 році редактори The Sporting News поставили Монтану на третє місце у списку 100 найкращих гравців футболу. Також у 1999 році ESPN назвав Монтану 25-м найвидатнішим спортсменом 20-го століття. У 2006 році журнал Sports Illustrated назвав його найкращим квотербеком усіх часів. 

## Раннє життя

### Статистика коледжу
| Статистика студентської кар'єри NCAA | Статистика студентської кар'єри NCAA | Статистика студентської кар'єри NCAA | Статистика студентської кар'єри NCAA | Статистика студентської кар'єри NCAA | Статистика студентської кар'єри NCAA | Статистика студентської кар'єри NCAA | Статистика студентської кар'єри NCAA | Статистика студентської кар'єри NCAA | Статистика студентської кар'єри NCAA | Статистика студентської кар'єри NCAA | Статистика студентської кар'єри NCAA | Статистика студентської кар'єри NCAA | Статистика студентської кар'єри NCAA |                      |
| Бойові ірландці Нотр-Дам             | Бойові ірландці Нотр-Дам             | Бойові ірландці Нотр-Дам             | Бойові ірландці Нотр-Дам             | Бойові ірландці Нотр-Дам             | Бойові ірландці Нотр-Дам             | Бойові ірландці Нотр-Дам             | Бойові ірландці Нотр-Дам             | Бойові ірландці Нотр-Дам             | Бойові ірландці Нотр-Дам             | Бойові ірландці Нотр-Дам             | Бойові ірландці Нотр-Дам             | Бойові ірландці Нотр-Дам             | Бойові ірландці Нотр-Дам             |                      |
| Сезон                                | Проходження                          | Проходження                          | Проходження                          | Проходження                          | Проходження                          | Проходження                          | Проходження                          | Поспіх                               | Поспіх                               | Поспіх                               | Поспіх                               |                                      |                                      |                      |
| Сезон                                | Cmp                                  | Att                                  | ярдів                                | Pct                                  | TD                                   | Міжн                                 | Rtg                                  | Att                                  | ярдів                                | Середнє                              | TD                                   |                                      |                                      |                      |
| ------------------------------------ | ------------------------------------ | ------------------------------------ | ------------------------------------ | ------------------------------------ | ------------------------------------ | ------------------------------------ | ------------------------------------ | ------------------------------------ | ------------------------------------ | ------------------------------------ | ------------------------------------ | ------------------------------------ | ------------------------------------ | -------------------- |
| 1975 рік                             | 27                                   | 66                                   | 509                                  | 42.4                                 | 4                                    | 8                                    | 102.7                                | 7                                    | −5                                   | −0,7                                 | 2                                    |                                      |                                      |                      |
| 1976 рік                             | Не грав через травму                 | Не грав через травму                 | Не грав через травму                 | Не грав через травму                 | Не грав через травму                 | Не грав через травму                 | Не грав через травму                 | Не грав через травму                 | Не грав через травму                 | Не грав через травму                 | Не грав через травму                 | Не грав через травму                 | Не грав через травму                 | Не грав через травму |
| 1977 рік                             | 99                                   | 189                                  | 1604                                 | 52.4                                 | 11                                   | 8                                    | 134.4                                | 9                                    | 32                                   | 3.6                                  | 6                                    |                                      |                                      |                      |
| 1978 рік                             | 141                                  | 260                                  | 2,010                                | 54.2                                 | 10                                   | 9                                    | 124.9                                | 72                                   | 109                                  | 1.4                                  | 6                                    |                                      |                                      |                      |
| Кар'єра                              | 268                                  | 515                                  | 4,121                                | 52,0                                 | 25                                   | 25                                   | 125.6                                | 88                                   | 131                                  | 1.5                                  | 14                                   |                                      |                                      |                      |

## Рекорди НФЛ
- Друге місце в іграх плей-офф з рейтингом пасів понад 100: 12 [15]
- Найбільше пасів без перехоплення в Суперкубку: 122 [16]
- Найбільше перемог у Суперкубку без поразок: 4 (рівня з Террі Бредшоу )

## Статистика кар'єри в НФЛ
| Легенда | Легенда           |
| ------- | ----------------- |
|         | AP NFL MVP        |
|         | MVP Суперкубка    |
|         | Виграв Суперкубок |
|         | Рекорд НФЛ        |
|         | Очолив лігу       |
| Жирний  | Висока кар'єра    |

### Регулярний сезон
| Year   | Team   | Games | Games | Games  | Passing                    | Passing                    | Passing                    | Passing                    | Passing                    | Passing                    | Passing                    | Passing                    | Passing                    | Rushing                    | Rushing                    | Rushing                    | Rushing                    | Rushing                    |
| Year   | Team   | GP    | GS    | Record | Cmp                        | Att                        | Pct                        | Yds                        | Avg                        | TD                         | Int                        | Lng                        | Rtg                        | Att                        | Yds                        | Avg                        | Lng                        | TD                         |
| ------ | ------ | ----- | ----- | ------ | -------------------------- | -------------------------- | -------------------------- | -------------------------- | -------------------------- | -------------------------- | -------------------------- | -------------------------- | -------------------------- | -------------------------- | -------------------------- | -------------------------- | -------------------------- | -------------------------- |
| 1979   | SF     | 16    | 1     | 0−1    | 13                         | 23                         | 56.5                       | 96                         | 4.2                        | 1                          | 0                          | 18                         | 81.1                       | 3                          | 22                         | 7.3                        | 13                         | 0                          |
| 1980   | SF     | 15    | 7     | 2−5    | 176                        | 273                        | 64.5                       | 1,795                      | 6.6                        | 15                         | 9                          | 71T                        | 87.8                       | 32                         | 77                         | 2.4                        | 11                         | 2                          |
| 1981   | SF     | 16    | 16    | 13−3   | 311                        | 488                        | 63.7                       | 3,565                      | 7.3                        | 19                         | 12                         | 78T                        | 88.4                       | 25                         | 95                         | 3.8                        | 20                         | 2                          |
| 1982   | SF     | 9     | 9     | 3−6    | 213                        | 346                        | 61.6                       | 2,613                      | 7.6                        | 17                         | 11                         | 55                         | 88.0                       | 30                         | 118                        | 3.9                        | 21                         | 1                          |
| 1983   | SF     | 16    | 16    | 10−6   | 332                        | 515                        | 64.5                       | 3,910                      | 7.6                        | 26                         | 12                         | 77T                        | 94.6                       | 61                         | 284                        | 4.7                        | 18                         | 2                          |
| 1984   | SF     | 16    | 15    | 14−1   | 279                        | 432                        | 64.6                       | 3,630                      | 8.4                        | 28                         | 10                         | 80T                        | 102.9                      | 32                         | 118                        | 3.0                        | 15                         | 2                          |
| 1985   | SF     | 15    | 15    | 9−6    | 303                        | 494                        | 61.3                       | 3,653                      | 7.4                        | 27                         | 13                         | 73                         | 91.3                       | 42                         | 153                        | 3.6                        | 16                         | 3                          |
| 1986   | SF     | 8     | 8     | 6−2    | 191                        | 307                        | 62.2                       | 2,236                      | 7.3                        | 8                          | 9                          | 48                         | 80.7                       | 17                         | 38                         | 2.2                        | 17                         | 0                          |
| 1987   | SF     | 13    | 11    | 10−1   | 266                        | 398                        | 66.8                       | 3,054                      | 7.7                        | 31                         | 13                         | 57T                        | 102.1                      | 35                         | 141                        | 4.0                        | 20                         | 1                          |
| 1988   | SF     | 14    | 13    | 8−5    | 238                        | 397                        | 59.9                       | 2,981                      | 7.5                        | 18                         | 10                         | 96T                        | 87.9                       | 38                         | 132                        | 3.5                        | 15                         | 3                          |
| 1989   | SF     | 13    | 13    | 11−2   | 271                        | 386                        | 70.2                       | 3,521                      | 9.1                        | 26                         | 8                          | 95T                        | 112.4                      | 49                         | 227                        | 4.6                        | 19                         | 3                          |
| 1990   | SF     | 15    | 15    | 14−1   | 321                        | 520                        | 61.7                       | 3,944                      | 7.6                        | 26                         | 16                         | 78T                        | 89.0                       | 40                         | 162                        | 4.1                        | 20                         | 1                          |
| 1991   | SF     | 0     | 0     | —      | Did not play due to injury | Did not play due to injury | Did not play due to injury | Did not play due to injury | Did not play due to injury | Did not play due to injury | Did not play due to injury | Did not play due to injury | Did not play due to injury | Did not play due to injury | Did not play due to injury | Did not play due to injury | Did not play due to injury | Did not play due to injury |
| 1992   | SF     | 1     | 0     | —      | 15                         | 21                         | 71.4                       | 126                        | 6.0                        | 2                          | 0                          | 17                         | 118.4                      | 3                          | 28                         | 9.1                        | 16                         | 0                          |
| 1993   | KC     | 11    | 11    | 8−3    | 181                        | 298                        | 60.7                       | 2,144                      | 7.2                        | 13                         | 7                          | 50T                        | 87.4                       | 25                         | 64                         | 2.6                        | 17                         | 0                          |
| 1994   | KC     | 14    | 14    | 9−5    | 299                        | 493                        | 60.6                       | 3,283                      | 6.7                        | 16                         | 9                          | 57T                        | 83.6                       | 18                         | 17                         | 0.9                        | 13                         | 0                          |
| Career | Career | 192   | 164   | 117−47 | 3,409                      | 5,391                      | 63.2                       | 40,551                     | 7.5                        | 273                        | 139                        | 96T                        | 92.3                       | 457                        | 1,676                      | 3.7                        | 21                         | 20                         |

### Плей-офф
| Year   | Team   | Games | Games | Games  | Passing | Passing | Passing | Passing | Passing | Passing | Passing | Passing | Passing | Rushing | Rushing | Rushing | Rushing | Rushing |
| Year   | Team   | GP    | GS    | Record | Cmp     | Att     | Pct     | Yds     | Avg     | TD      | Int     | Lng     | Rtg     | Att     | Yds     | Avg     | Lng     | TD      |
| ------ | ------ | ----- | ----- | ------ | ------- | ------- | ------- | ------- | ------- | ------- | ------- | ------- | ------- | ------- | ------- | ------- | ------- | ------- |
| 1981   | SF     | 3     | 3     | 3−0    | 56      | 88      | 63.6    | 747     | 8.5     | 6       | 4       | 58      | 94.3    | 12      | 4       | 0.3     | 7       | 1       |
| 1983   | SF     | 2     | 2     | 1−1    | 45      | 79      | 57.0    | 548     | 6.9     | 4       | 2       | 76      | 84.8    | 8       | 56      | 7.0     | 18      | 0       |
| 1984   | SF     | 3     | 3     | 3−0    | 67      | 108     | 62.0    | 873     | 8.1     | 7       | 5       | 40      | 89.8    | 13      | 144     | 11.1    | 53      | 1       |
| 1985   | SF     | 1     | 1     | 0−1    | 26      | 47      | 55.3    | 296     | 6.3     | 0       | 1       | 36      | 65.6    | 1       | 0       | 0.0     | 0       | 0       |
| 1986   | SF     | 1     | 1     | 0−1    | 8       | 15      | 53.3    | 98      | 6.5     | 0       | 2       | 24      | 34.2    | 0       | 0       | 0.0     | 0       | 0       |
| 1987   | SF     | 1     | 1     | 0−1    | 12      | 26      | 46.2    | 109     | 4.2     | 0       | 1       | 33      | 42.0    | 3       | 20      | 6.7     | 14      | 0       |
| 1988   | SF     | 3     | 3     | 3−0    | 56      | 90      | 62.2    | 823     | 9.1     | 8       | 1       | 61      | 117.0   | 10      | 43      | 4.3     | 11      | 0       |
| 1989   | SF     | 3     | 3     | 3−0    | 65      | 83      | 78.3    | 800     | 9.6     | 11      | 0       | 72      | 146.4   | 5       | 19      | 3.8     | 10      | 0       |
| 1990   | SF     | 2     | 2     | 1−1    | 40      | 57      | 70.2    | 464     | 8.1     | 3       | 1       | 61      | 104.7   | 3       | 10      | 3.3     | 6       | 0       |
| 1993   | KC     | 3     | 3     | 2−1    | 59      | 104     | 56.7    | 700     | 6.7     | 4       | 3       | 41      | 78.2    | 6       | 13      | 2.2     | 7       | 0       |
| 1994   | KC     | 1     | 1     | 0−1    | 26      | 37      | 70.3    | 314     | 8.5     | 2       | 1       | 57      | 102.8   | 2       | 5       | 2.5     | 7       | 0       |
| Career | Career | 23    | 23    | 16−7   | 460     | 734     | 62.7    | 5,772   | 7.9     | 45      | 21      | 76      | 95.6    | 63      | 314     | 5.0     | 53      | 2       |

### Супер Кубок
| Гра    | Opp.   | Cmp | Att | Pct  | ярдів | Середнє | TD | Міжн | Rtg   | Результат |
| ------ | ------ | --- | --- | ---- | ----- | ------- | -- | ---- | ----- | --------- |
| XVI    | CIN    | 14  | 22  | 63.6 | 157   | 7.1     | 1  | 0    | 100,0 | З 26−21   |
| XIX    | MIA    | 24  | 35  | 68.6 | 331   | 9.5     | 3  | 0    | 127.2 | W 38−16   |
| XXIII  | CIN    | 23  | 36  | 63.9 | 357   | 9.9     | 2  | 0    | 115.2 | З 20−16   |
| XXIV   | DEN    | 22  | 29  | 75.9 | 297   | 10.2    | 5  | 0    | 147.6 | W 55−10   |
| Всього | Всього | 83  | 122 | 68,0 | 1,142 | 9.4     | 11 | 0    | 127.8 | W−L 4−0   |